# Band Cidade
Band Cidade é um telejornal local exibido pelas emissoras próprias e afiliadas da Rede Bandeirantes desde 1999.

## História
O telejornal surgiu em São Paulo através da Band São Paulo em substituição ao Rede Cidade, a fim de criar um novo telejornal local para as suas filiais e afiliadas. Geralmente, o telejornal é exibido na faixa noturna, entre 18:50 e 19:20, mas em algumas emissoras também é exibido na faixa matinal ou vespertina.